# Liste des îles et archipels du Nicaragua
, Nicaragua

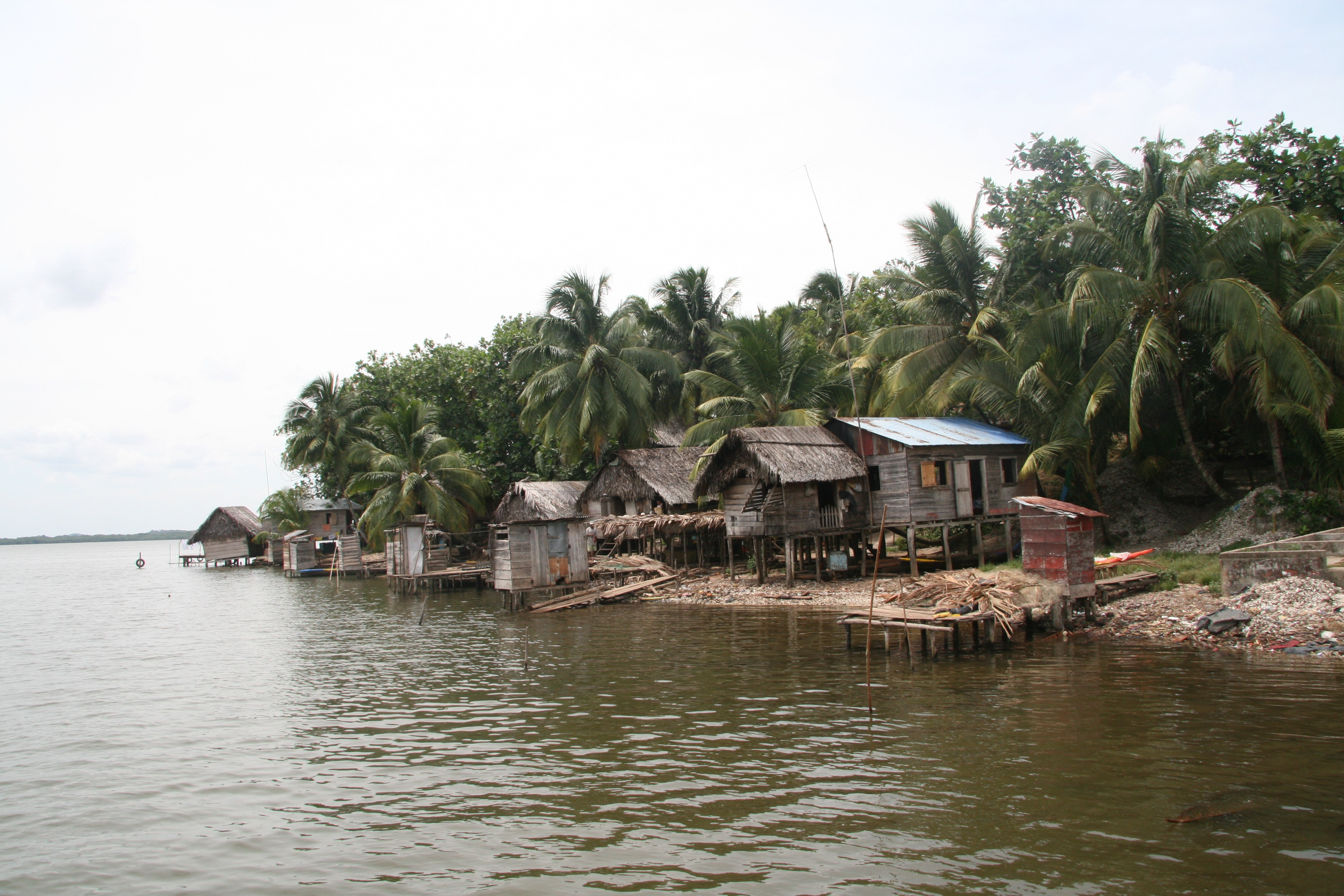
Cayo Rama, Nicaragua

Voici la liste des îles et archipels du Nicaragua. Le Nicaragua possède des îles et des archipels sur sa façade occidentale, dans l'océan Pacifique, et sur sa façade orientale, dans la mer des Caraïbes, ainsi que dans ses deux plus grands lacs, le lac Nicaragua et le lac de Managua.

## Mer des Caraïbes
- Cayos Miskitos, archipel de 76 petites formations au large de Puerto Cabezas
- Cayos Perlas, archipel de 18 cayes au large de Laguna de Perlas
- Corn Islands, archipel composé de Great Corn Island et Little Corn Island, municipalité indépendante

- Cayo Rama, île de 22 ha dans la lagune de Bluefields
- El Bluff, dans la lagune de Bluefields
- Isla del Venado, dans la lagune de Bluefields

## Océan Pacifique
- Isla de Corinto, île côtière

## Lac Nicaragua
- Zapatera, île volcan entourée d'une dizaine d'îlots, au nord-ouest du lac,
- Ometepe, constituée de deux volcans, le Conceptión et le Maderas,
- Archipel des Isletas (Îlettes) de Granada, formées de 360 îlots au sud-est du lac,
- Îles Solentiname, archipel de 36 îles au sud du lac, dont Mancarroncito, Mancarrón, San Fernando et La Venada

## Lac de Managua
- Momotombito